# Sân vận động Al-Madina
Sân vận động Quốc tế Al-Madina (tiếng Ả Rập: ملعب المدينة الدولي) là một sân vận động bóng đá ở Bagdad, Iraq. Đây là sân vận động đầu tiên ở Iraq sử dụng điện mặt trời và là sân vận động thứ hai ở Trung Đông sử dụng loại điện này.
Sân có sức chứa 32.000 khán giả. Công việc xây dựng sân vận động được hoàn thành vào ngày 18 tháng 12 năm 2019.

## Hình ảnh

Bên trong sân vận động vào tháng 12 năm 2019Bên trong sân vận động vào tháng 12 năm 2019
Tuyết phủ mặt sân, 11 tháng 2 năm 2020Tuyết phủ mặt sân, 11 tháng 2 năm 2020
Tuyết phủ mặt sân, 11 tháng 2 năm 2020Tuyết phủ mặt sân, 11 tháng 2 năm 2020
Quang cảnh sân vận động từ trên không (12 tháng 4 năm 2020), có thể thấy mặt tiền bên ngoài và mái che được lắp đặt các tấm pin mặt trờiQuang cảnh sân vận động từ trên không (12 tháng 4 năm 2020), có thể thấy mặt tiền bên ngoài và mái che được lắp đặt các tấm pin mặt trời